# Samarai
Samarai is een eiland in Papoea-Nieuw-Guinea.
Het eiland is 0,25 km² groot en steekt nauwelijks boven de zeespiegel uit. Er komen twee zoogdieren voor, de vleermuizen Pipistrellus papuanus en Pipistrellus wattsi. Samarai was vroeger een belangrijke handelspost, maar deze werd in 1942 door de Tweede Wereldoorlog verwoest.